# Félix Savart

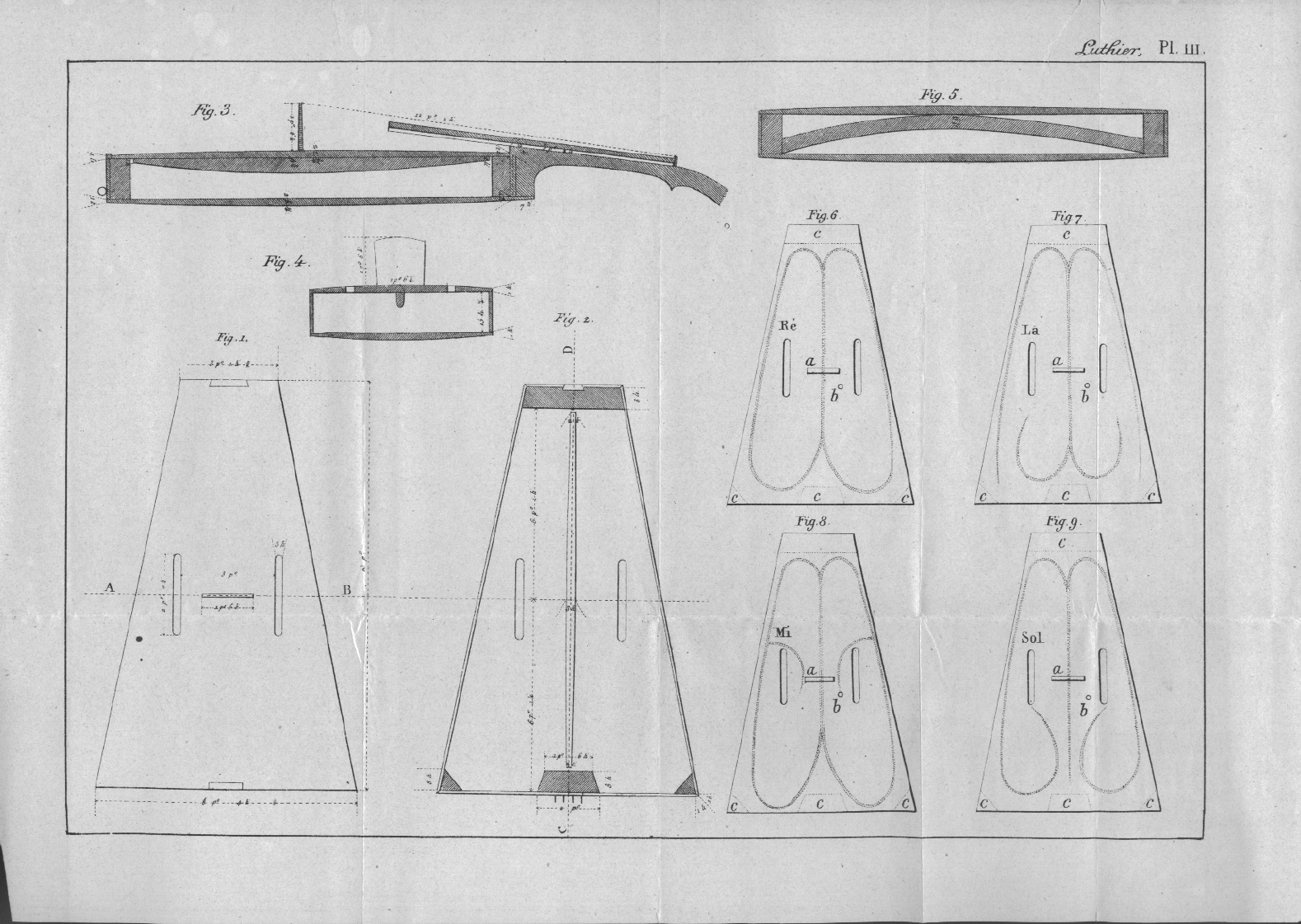
Violín trapezoidal de Savart.

Ilustración de la ecuación Biot-Savart.

Félix Savart fue un físico, médico y profesor francés.
Nació el 30 de junio de 1791 en Mézières (Francia) y falleció el 16 de marzo de 1841 en París.

## Biografía
Entre 1808 y 1810 estudió en un hospital en Metz.
Luego trabajó como cirujano en un regimiento de Napoleón.
En 1814 fue dado de baja y se dirigió a Estrasburgo a terminar sus estudios de medicina.
En 1816 se recibió de médico (con una tesis sobre las venas varicosas).
En 1817 retornó a Metz, donde además de trabajar como médico, estudió física por su cuenta.
Construyó un laboratorio de física en su casa.
Comenzó a construir instrumentos musicales de cuerda con formas innovadoras, siguiendo leyes matemáticas.
Viajó a París en 1819, con la idea de conseguir publicar su traducción (del latín al francés) del texto De medicina, de Celso (siglo I), uno de los escritores romanos más importantes. Esa traducción nunca se publicó.
En París conoció a Jean Baptiste Biot (1774-1862), con quien discutió acerca de la acústica de los instrumentos musicales, y a quien presentó su violín trapezoidal.

Cuando el instrumento fue ejecutado ante un comité que incluía a Biot, el compositor Cherubini, y otros miembros de la Academia de Ciencias y la Academia de Bellas Artes, su timbre fue considerado como extremadamente claro y uniforme, pero de alguna manera «contenido».
Dostrovsky

Biot hizo público su Mémoire des instruments à chordes et à archet.
Junto con Biot estudió el campo magnético creado por una corriente eléctrica, enunciando la Ley de Biot-Savart (aprox. en 1820).
Juntos publicaron una Note sur le magnétisme de la pile de Volta (nota sobre el magnetismo de la pila de Volta) en los Annales de Chemie et de Physique (1820).
Biot ayudó a Savart a encontrar trabajo como docente.
Desde 1820 Savart enseñó ciencias en una escuela privada.
Publicó Mémoire sur la communication des mouvements vibratoires entre les corps solides (1820, monografía sobre la comunicación de los movimientos vibratorios entre los cuerpos sólidos), Recherches sur les vibrations de l’air (1823, investigaciones sobre las vibraciones del aire) y Mémoire sur les vibrations des corps solides, considérées en général (1824, monografía sobre las vibraciones de los cuerpos sólidos, considerados en general).
El 5 de noviembre de 1827, Savart fue elegido para enseñar física en la Academia de Ciencias para reemplazar a Fresnel, que había fallecido en julio de 1827.
Desde 1828, enseñó en el Collège de France, y desde 1836 fue profesor de física experimental, reemplazando a Ampère.
Continuó en este puesto hasta su muerte (meses antes de su cumpleaños 50.º).

### Elsavart
Savart se especializó en el estudio de la acústica, y hacia 1830 inventó la llamada «rueda dentada de Savart», un instrumento que sirve para medir la frecuencia de un sonido.
También inventó un sonómetro y un polariscopio.
Más tarde inventó la mínima unidad de desafinación musical, el savart (una vigesimoquinta parte del semitono).
Sin embargo en nuestros días los músicos académicos utilizan más comúnmente el cent (una centésima parte del semitono).

### Reconocimiento
En 1839, Savart fue nombrado miembro de la Sociedad Real de Londres, junto con James J. Sylvester y Lambert A. J. Quetelet.
- Datos: Q711509
- Multimedia: Félix Savart / Q711509